# Фрејзеров делфин
Фрејзеров делфин (лат. Lagenodelphis hosei) је врста сисара из породице океанских делфина (Delphinidae) и парвореда китова зубана (Odontoceti).

## Угроженост
Ова врста није угрожена, и наведена је као последња брига јер има широко распрострањење.

## Распрострањење
Ареал врсте Lagenodelphis hosei обухвата морско подручје већег броја држава. Врста је присутна у умереном температурном појасу свих светских океана.
Врста је присутна у Америчкој Самои, Антигви и Барбуди, Аргентини, Аруби, Аустралији, Бангладешу, Барбадосу, Бахамским острвима, Белизеу, Бенину, Бермудским острвима, Бразилу, Брунеју, Венецуели, Габону, Гани, Гвајани, Гватемали, Гвинеји Бисао, Гренади, Гваму, Девичанским острвима, Доминиканској Републици, Доминици, Екваторијалној Гвинеји, Индонезији, Ирану, Јамајци, Јапану, Јемену, Јужноафричкој Републици, Кајманским острвима, Камбоџи, Камеруну, Кенији, Кини, Кирибатима, Колумбији, Куби, Куковим острвима, Либерији, Мадагаскару, Малдивима, Малезији, Мароку, Маршалским острвима, Мауританији, Мексику, Намибији, Науруу, Обали Слоноваче, Оману, Пакистану, Палауу, Панами, Папуи Новој Гвинеји, Перуу, Порторику, Салвадору, Самои, Светој Луцији, Светом Винсенту и Гренадинију, Светом Китсу и Невису, Сенегалу, Сијера Леонеу, Сингапуру, Сједињеним Америчким Државама, Соломоновим острвима, Сомалији, Суринаму, Тајланду, Танзанији, Тогу, Тонги, Тринидаду и Тобагу, Уругвају, Филипинима, Фиџију, Француској Гвајани, Хаитију, Холандским Антилима, Хонгконгу, Хондурасу, Џибутију и Шри Ланци.
Врста је повремено присутна, или је миграторна врста у Уједињеном Краљевству и Француској.

## Станиште
Станиште врсте су морски екосистеми до 600 метара дубине. 
Врста је присутна на подручју Хавајских острва.

## Начин живота
Хране се рибом из средњег океанског дубинског слоја (нарочито миктофидима), лигњама, и љускарима.